# Thái Châu (ca sĩ)
Trương Chiêu Thông (sinh ngày 15 tháng 1 năm 1951) thường được biết đến với nghệ danh Thái  Châu, là một ca sĩ người Việt Nam nổi tiếng từ trước năm 1975. Tên tuổi của ông gắn liền với các ca khúc như Bài thánh ca buồn, Linh hồn tượng đá, Tình cờ gặp lại nhau.

## Tiểu sử
Thái Châu, tên thật là Trương Chiêu Thông. Ông sinh ra và lớn lên tại Sài Gòn trong một gia đình văn nghệ, theo ngành cải lương. Cha ông là soạn giả Chiêu Anh, từng là Phó Giám đốc của Công ty Cải lương Kim Chung nổi tiếng tại miền Nam trước năm 1975. Mẹ ông là nghệ sĩ cải lương Kim Nên, em gái nghệ sĩ cải lương tiền phong Năm Cần Thơ.
Tuy gia đình có truyền thống cải lương nhưng bản thân ông lại đam mê tân nhạc. Năm 1966, khi đang theo đoàn của mẹ ra Vũng Tàu lưu diễn, ông lần đầu tiên trình diễn trong một quán cà phê tại đó. Năm 1969, ông vừa đi học vừa tham gia biểu diễn tại phòng trà Đệ nhất do ca sĩ Mai Lệ Huyền làm giám đốc. Sau đó, ông được Trần Văn Trạch giới thiệu về ban nhạc Shotguns của nhạc sĩ Ngọc Chánh.
Sau năm 1975, ông ở lại Việt Nam, hoạt động trong đoàn Kim Cương cùng với Thanh Tuyền, Họa Mi, Phương Hồng Quế,... Thời gian này, ông chủ yếu hát nhạc cách mạng và những bài ca vọng cổ.
Năm 1991, ông sang Canada định cư. Từ đó, ông trở lại với dòng nhạc thuở ban đầu của mình. Ông tham gia nhiều trong các chương trình thu hình tại hải ngoại.
Những năm gần đây, Thái Châu thường xuyên trở về nước tham gia các chương trình trò chơi âm nhạc với vai trò giám khảo. Ông cũng tham gia nhiều đêm nhạc lớn nhỏ trong và ngoài nước.

## Chương trình truyền hình trong nước
- Solo cùng Bolero (2014) - THVL1
- Người kể chuyện tình (2018) - THVL1
- Sao nối ngôi (2017, 2018) - THVL1
- Chân dung cuộc tình (2018) - THVL1
- Hãy nghe tôi hát (2016, 2017, 2018, 2019) - THVL1
- Hãy nghe tôi hát - Nhạc sĩ chủ đề (2019) - THVL1

## Album

### Saigon Productions
- Saigon Productions 1 - Kiếp Đam Mê (Thái Châu 1)
- Saigon Productions 2 - Tinh Bơ Vơ (Thái Châu 2)
- Saigon Productions 5 - Nỗi Lòng Người Đi, với Nhã Phương
- Saigon Productions 6 - Bướm Trắng, với Bảo Yến

### Trung tâm Thùy Dương
- Thùy Dương 1 - Quên Đi Tình Yêu Cũ, với Ngọc Sơn, Phương Thảo
- Thùy Dương 2 - Lòng Mẹ 2, với Ngọc Sơn, Thùy Hương, Trường Duy
- Thùy Dương 3 - Vẫn Mãi Yêu Em, với Ngọc Sơn, Phương Thảo, Hộng Hạnh, Thùy Hương, Trường Duy
- Thùy Dương 4 - Thương Tặng, với Mỹ Huyền, Nguyễn Chánh Tính
- Thùy Dương 5 - Best Of Thái Châu
- Thùy Dương 6 - Giữ Mãi Tình Yêu
- Thùy Dương 7 - Nhớ Về Em, với Ngọc Sơn
- Thùy Dương 9 - Thương Trao Về (Thái Châu Đặc Biệt)
- Thùy Dương 62 - Thái Châu Đặc Biệt 2

### Trung tâm Mưa Hồng
- Mưa Hồng 1 - Mười Năm Yêu Em (MHCD 1)
- Mưa Hồng 3 - Đoạn Tái Bút (MHCD 2)
- Mưa Hồng 4 - Nắng Đẹp Tình Xuân, với Thanh Lan, Bảo Yến, Nhã Phương
- Mưa Hồng 6 - Người Yêu Cô Đơn (MHCD 3)
- Mưa Hồng 8 - Tình Khúc Vũ Thành An (MHCD 4)
- Mưa Hồng 9 - Người Yêu Dấu (MHCD 5)
- Mưa Hồng 11 - Lặng Lẽ Nơi Này, với Cẩm Vân (MHCD 7 - 1991)
- Mưa Hồng 12 - Thuở Ấy Có Em, với Thanh Phương, Kim Ngọc (MHCD 6 - 1991)
- Mưa Hồng 14 - Tình Hờ, với Thế Sơn (MHCD 9 - 1991)
- Mưa Hồng 15 - Dạ Khúc Cuối
- Mưa Hồng 18 - Xuân Thương Nhớ, với nhiều ca sĩ (MHCD12 - 1991)
- Mưa Hồng 20 - Hoang Vắng, với Don Hồ, Thái Hiền, Thùy Hương  (MHCD 16 - 1992)
- Mưa Hồng 23 - Bâng Khuâng (MHCD 19 - 1992)
- Mưa Hồng 59 - Đời Bé Đời Tôi (MHCD 57 - 1992)
- Mưa Hồng 66 - Gợi Giấc Mơ Xưa (1994)
- Mưa Hồng 141 - Tình Ca Cho Em (1994)
- Mưa Hồng 142 - Người Tình Cô Đơn (1994)

### Trung tâm Tình Nhớ / Trung tâm Hải Âu
- Tình Nhớ 6 - Chiều Hạ Vàng, với Ngọc Sơn (1992)
- Tình Nhớ 7 - Dạ Vũ Hương Tình Yêu, với Mỹ Huyền, Thiên Trang (1992)
- Tình Nhớ 8 - Những Bài Song Ca Tình Yêu, với  Mỹ Huyền (1992)
- Tình Nhớ 48 - Tình Khúc Thứ Nhất, với Anh Khoa
- Tình Nhớ 50 - Thái Châu Đặc Biệt 1
- Tình Nhớ 53 - Thái Châu, Nguyễn Hưng
- Tình Nhớ 56 - Thái Châu, Anh Khoa, Nguyễn Hưng, Mỹ Huyền
- Tình Nhớ 58 - Thái Châu, Anh Khoa, Nguyễn Hưng
- Hải Âu 164 - Ngày Tháng Hẹn Hò, với Mộng Thi
- Hải Âu 171 - Giấc Mơ Yêu, với Mộng Thi, Trúc Quyên, Phượng Mai

### Trung tâm Làng Văn / Trung tâm Mimosa
- Mimosa 11 - Thương Nhớ Một Mình (Mimosa CD 21 - 1991)
- Mimosa 14 - Còn Một Chút Gì Để Nhớ (Mimosa CD 25 - 1992)
- Làng Văn 148 - Nối Lại Tình Xưa, với Hương Lan, Chế Linh (LVCD 125 - 1992)
- Làng Văn 209 - Mưa Bụi, với Hương Lan, Hoài Nam, Chế Linh (1996)
- Làng Văn 215 - Lúc Xa Nhau, với Ý Linh (1996)
- Làng Văn 218 - Về Lại Ðồi Sim, với Hương Lan (1996)
- Làng Văn 239 - Mùa Giáng Sinh Xưa, với nhiều ca sĩ (1997)

### Trung tâm Người Đẹp Bình Dương
- NDBD 61 - Nhạc Tình Bất Hủ 1
- NDBD 62 - Nhạc Tình Bất Hủ 2
- NDBD 63 - Yêu Em Vào Cõi Chết, với Hương Lan
- NDBD 64 - Người Còn Đó, Ta Còn Đây (Thái Châu 3)
- NDBD Gold 27 - Hoang Vu
- Diamond 4 - Nhạc Tình Bất Hủ 3, với Ngọc Lan
- Gold 10 - Hẹn Hò, với Hương Lan, Tuấn Vũ (1991)
- Gold 12 - Mùa Đông Của Anh, với Tuấn Vũ (1992)
- Gold 13 - Tôi Bán Đường Tơ, với Tuấn Vũ, Vũ Khanh, Elvis Phương (1992)
- Gold 16 - Tình Nghệ Sĩ, với Elvis Phương, Vũ Khanh
- Lệ Hằng 36 - Người Yêu Cô Đơn, với Dalena (1992)
- Tình Ca Hải Ngoại 1 - Nhà Anh Nhà Em, với Ý Lan
- Tình Ca Hải Ngoại 7 - Tiếng Hát Ngọc Lan, Thái Châu

### Trung tâm Thanh Hằng / Thanh Trang
- Thanh Hằng ? - Tôi Bán Đường Tơ, với Tuấn Vũ, Sơn Ca, Thanh Hằng (1994)
- Thanh Hằng ? - Đừng Hỏi Tại Sao, với Thanh Tuyền (1994)
- Thanh Hằng 5 - Người Tình Và Mùa Thu, với Ngọc Bích (1994)
- Thanh Hằng 8 - Cung Đàn Thương Nhớ, với Phượng Mai (1994)
- Thanh Hằng 9 - Lãng Du, với Tuấn Vũ, Trung Chỉnh, Thanh Tuyền, Ngọc Bích (1994)
- Thanh Hằng 10 - Lời Tỏ Tình Mùa Xuân, với Hương Lan, Trang Thanh Lan
- Thanh Hằng 30 - Tìm Bạn Bốn Phương (1995)
- Thanh Hang ?? - Thái Châu Chọn Lọc
- Thanh Trang 8 - Thuơng Một Người, với Thanh Tuyến, Duy Khánh
- Thanh Trang 11 - Lá Xanh Mùa Hè, với Khả Tú, Minh Lam

### Trung tâm Hải Đăng
- Hải Đăng 1 - Tạm Biệt Mùa Đông (1997)
- Hải Đăng 2 - Mười Năm Đợi Chờ, với Phi Nhung (1997)
- Hải Đăng 3 - Xa Xứ, với Ai Vân, Nhật Quân, Bảo Phương (1997)
- Hải Đăng 4 - Đời Còn Lẻ Loi, với Mỹ Huyền, Phi Nhung (1997)
- Hải Đăng 6 - Trái Tim Lầm Lỡ, với Ai Vân (1997)
- Hải Đăng 8 - Sông Quê Tình Nhớ, với Phi Nhung (1997)
- Hải Đăng 9 - Tình Sầu Trọn Kiếp (1998)
- Hải Đăng 11 - Đêm Mưa Tỉnh Nhỏ, với Hương Lan, Hải Triều (1998)
- Hải Đăng 17 - Ninh Kiều Em Gái Cần Thơ, với Phi Nhung, Quỳnh Dung, Hải Triều (1999)
- Hải Đăng 19 - Gọi Người Tôi Thương, với Tuấn Vũ (1999)
- Hải Đăng 26 - Em Về Miệt Thứ, với Phi Nhung, Quỳnh Dung (2000)
- Hải Đăng 42 - Phai Nhạt - với Quỳnh Dung

### Biển Tình Music
- Biển Tình 1 - Chút Tình Cho Biển (1998)
- Biển Tình 3 - Chân Dung Kỷ Niệm, với Phi Nhung (1998)
- Biển Tình 5 - Thương Mãi Một Giòng Sông, với Phi Nhung (1998)
- Biển Tình 6 - Hát Cho Người Tình, với Thanh Vy (1998)
- Biển Tình 8 - Xin Mưa Ngừng Rơi, với Anh Tú, Thanh Vy (1999)
- Biển Tình 9 - Ngày Ta Bên Nhau, với Yên Vy (1999)
- Biển Tình 24 - Đời Ca Sĩ, với Yên Vy (2000)
- Biển Tình 33 - Hát Nữa Đi Em, với Mạnh Quỳnh, Hạ Vy (2000)

### Trung tâm Thúy Nga
- Thúy Nga CD25 - Cay Đắng Tình Đời, với Hương Lan (1992)
- Thúy Nga CD31 - Anh Yêu Em, với Hương Lan (1992)
- Thúy Nga CD32 - Cỏ Úa, vói Dalena (1992)
- Thúy Nga CD132 - Hương Phai, với Hương Lan (1997)
- Thúy Nga CD140 - Tình, với Ái Vân (1997)
- Ngày Đó, với Phương Hồng Quế (Thúy Nga đại diện phát hành) (2006)
- Bài Tình Ca Cho Em (Thúy Nga đại diện phát hành) (2011)

### Trung tâm Tektronic
- Tektronic 3 - Trở Về Cát Bụi, với Hạ Vy (1996)
- Tektronic 4 - Ngoc Lan Ta Xa Nhau (1996)
- Tektronic 6 - Thái Châu - Nửa Đời Phóng Đãng (1997)
- Tektronic 9 - Vẫn Có Anh Trong Đời, với Thanh Hà
- Tektronic 11 - Hoa Tím Người Xưa, với Khả Tú
- Tektronic - Đã Đành Ở Quê Người, với Chế Linh, Hoài Nam, Trần Quang Lộc
- Tektronic - Một Chiều Trên Phố Bolsa, với Ái Vân, Hoàng Hồng Hà
- Tektronic - Sao Em Còn Ôm Gối Mộng, với Khánh Lan, Lillian
- Tektronic - Thà Đừng Quen Nhau, Bảo Ngọc (1997)

### Trung tâm khác
- Biển 13 - Ước Thầm (Thái Châu Đặc Biệt)
- Biển 14 - Người Không Cô Đơn (Thái Châu Đặc Biệt 2) (1996)
- Lạc Vũ - Kiếp Đam Mê (2006)
- Lạc Vũ - Rừng Xưa Đã Khép (2007)
- Lạc Vũ - Tình Lỡ (2007)
- Nguồn Sống 1 - Trọn Kiếp Yêu Nhau, với Phi Nhung
- Phượng Hoàng 50 - Triệu Đóa Hồng Đỏ Thắm, với Phương Hồng Quế (1993)
- Sơn Tuyền 24 - Con Gái Bây Giờ, với Sơn Tuyền
- Thúy Anh 100 - Mưa Trên Phố Huế, với Phi Nhung
- Tình 13 - Tình Cờ Gặp Nhau, với Hương Lan, Hoài Nam (1997)
- Tình 18 - Liên Khúc Quê Hương 2, với Hương Lan,  Lưu Mỹ Linh (1997)
- Tình Hồng  - Cô Thắm Về Làng (1989)
- Top Laser 1 - Điên, với Tuấn Vũ, Ngọc Đan Thanh, Tuyết Nhung, Đúc Phương, Quang Tuấn
- Top Laser 2 - Đời Tôi Chỉ Một Người, với Tuấn Vũ, Ngọc Đan Thanh, Tuyết Nhung, Đúc Phương, Quang Tuấn
- Top Laser 3 - Đêm Nguyện Cầu, với Tuấn Vũ, Ngọc Đan Thanh, Đúc Phương, Quang Tuấn

## Các tiết mục trình diễn trên sân khấu

### Trung tâm Thúy Nga
| STT | Tiết mục                                                                                     | Thể hiện với | Chương trình                   | Năm  |
| --- | -------------------------------------------------------------------------------------------- | --- | ------------------------------ | ---- |
| 1   | Tình đời (Minh Kỳ, Vũ Chương)                                                                | Hương Lan | Paris By Night 15              | 1991 |
| 2   | Về Dưới Mái Nhà (Xuân Tiên, Y Vân)                                                           | Hương Lan | Paris By Night 15              | 1991 |
| 3   | Nỗi Lòng Người Đi (Anh Bằng)                                                                 | solo | Mùa Xuân Nào Ta Về             | 1992 |
| 4   | Mùa Xuân Nào Ta Về (Lam Phương)                                                              | Hương Lan, Phương Hồng Quế | Mùa Xuân Nào Ta Về             | 1992 |
| 5   | Lâu Đài Tình Ái (Trần Thiện Thanh)                                                           | Hương Lan | Paris By Night 17              | 1992 |
| 6   | Đừng Nói Xa Nhau (Châu Kỳ, Hồ Đình Phương)                                                   | Hương Lan | Paris By Night 20              | 1993 |
| 7   | Bản Tình Cuối (Ngô Thụy Miên)                                                                | Hương Lan | Paris By Night 21              | 1993 |
| 8   | Tình Đẹp Như Mơ (Lam Phương)                                                                 | solo | Paris By Night 22              | 1993 |
| 9   | LK Không                                                                                     | Elvis Phương, Duy Quang | Paris By Night 24              | 1993 |
| 10  | LK Thà Như Giọt Mưa                                                                          | Duy Quang | Paris By Night 29              | 1994 |
| 11  | Cây Đàn Bỏ Quên (Phạm Duy)                                                                   | solo | Paris By Night 30              | 1995 |
| 12  | LK Hai Sắc Hoa Tigon                                                                         | Thanh Lan | Paris By Night 32              | 1995 |
| 13  | Tôi Yêu Em (Thái Châu)                                                                       | solo | Paris By Night 36              | 1996 |
| 14  | Trước Lầu Ngưng Bích (Lam Phương)                                                            | Ái Vân, Ngọc Anh, Bảo Hân, Châu Ngọc, Hoàng Lan | Paris By Night 37              | 1996 |
| 15  | Mộng Dưới Hoa (Phạm Đình Chương, Đinh Hùng)                                                  | Ái Vân | Paris By Night 38              | 1996 |
| 16  | Tu Là Cõi Phúc, Tình Là Dây Oan (Lam Phương)                                                 | Ái Vân, Trang Thanh Lan, Mỹ Huyền, Hoàng Bích | Paris By Night 39              | 1997 |
| 17  | Khóc Mẹ (Lam Phương)                                                                         | solo | Paris By Night 40              | 1997 |
| 18  | Nhớ Thành Đô (Hoàng Thi Thơ)                                                                 | solo | Paris By Night 41              | 1997 |
| 19  | LK Rước Tình Về Với Quê Hương                                                                | Ái Vân, Mỹ Huyền, Hoàng Lan, Nguyễn Hưng, Thế Sơn | Paris By Night 41              | 1997 |
| 20  | Cô Hàng Cà Phê (Canh Thân)                                                                   | Ái Vân | Paris By Night 42              | 1997 |
| 21  | Loan Mắt Nhung (Huỳnh Anh)                                                                   | solo | Paris By Night 74              | 2004 |
| 22  | Xin Làm Người Tình Cô Đơn (Châu Kỳ, Hồ Đình Phương)                                          | solo | Paris By Night 78              | 2005 |
| 23  | LK Đêm Vũ Trường, Phận Tơ Tằm (Lê Minh Bằng)                                                 | Phương Hồng Quế | Paris By Night 79              | 2005 |
| 24  | Em Đi (Đức Huy)                                                                              | Nguyễn Ngọc Ngạn, Tuấn Ngọc, Bằng Kiều, Nhật Trung | Paris By Night 79              | 2005 |
| 25  | Bài Ngợi Ca Quê Hương (Thanh Sơn)                                                            | Sơn Ca | Paris By Night 83              | 2006 |
| 26  | LK Lời Yêu Thương                                                                            | Duy Quang, Tuấn Ngọc, Đức Huy | Paris By Night 94              | 2008 |
| 27  | LK Lặng Thầm (Vũ Hoàng), Phượng Hồng (Vũ Hoàng, Đỗ Trung Quân)                               | Thế Sơn | Paris By Night 96              | 2009 |
| 28  | Chân Trời Tím (Trần Thiện Thanh)                                                             | Hương Lan | Paris By Night 100             | 2010 |
| 29  | LK Tình Chết Theo Mùa Đông, Giọt Lệ Sầu (Lam Phương)                                         | Hương Lan | Paris By Night 102             | 2011 |
| 30  | Tình Như Mây Khói (Lam Phương)                                                               | solo | VSTAR Season 1 - Chung Kết     | 2012 |
| 31  | Mắt Diễm Buồn (Tô Thanh Tùng)                                                                | solo | Paris By Night 106             | 2012 |
| 32  | LK Bóng Nhỏ Đường Chiều, Đêm Tâm Sự (Trúc Phương)                                            | Hương Lan | Paris By Night 107             | 2013 |
| 33  | LK Thà Như Giọt Mưa, Em Hiền Như Ma Souer, Hai Năm Tình Lận Đận (Phạm Duy, Nguyễn Tất Nhiên) | Thế Sơn, Duy Quang (sử dụng giọng) | Paris By Night 109             | 2013 |
| 34  | Hát Mãi Bài Tình Ca (Thái Thịnh)                                                             | Minh Tuyết, Như Loan, Tóc Tiên, Như Quỳnh, Don Hồ, Mai Thiên Vân, Hạ Vy, Mạnh Quỳnh, Hương Thủy, Quang Lê, Ngọc Hạ, Trần Thái Hòa, Thế Sơn, Châu Ngọc, Hồ Lệ Thu, Kỳ Phương Uyên, Mai Tiến Dũng, Quỳnh Vi, Trịnh Lam, Lương Tùng Quang, Diễm Sương, Duy Trường, Khánh Lâm, Tommy Ngô, Lynda Trang Đài, Đình Bảo, Ánh Minh, Hương Giang, Anh Tú, Thiên Tôn, Ý Lan, Ngọc Anh, Thu Phương, Giang Tử, Hương Lan, Quang Dũng, Nguyễn Hưng, Thanh Hà, Lưu Bích, Tuấn Ngọc, Khánh Hà, Dương Triệu Vũ, Lam Anh, Bằng Kiều, Họa Mi, Elvis Phương | Paris By Night 109             | 2013 |
| 35  | Bài Tình Ca Cho Em (Ngô Thụy Miên)                                                           | solo | Paris By Night 109 VIP Party   | 2013 |
| 36  | Chấp Nhận (Lam Phương)                                                                       | Hương Lan | Paris By Night 110             | 2014 |
| 37  | Yêu Em Vào Cõi Chết (Phạm Duy)                                                               | solo | VSTAR Season 2 - Đêm Trao Giải | 2014 |
| 38  | Hoa Sứ Nhà Nàng (Hoàng Phương)                                                               | solo | Paris By Night 111             | 2014 |
| 39  | Bài Thánh Ca Buồn (Nguyễn Vũ)                                                                | solo | Paris By Night 112             | 2014 |
| 40  | Chuyện Tình Người Trinh Nữ Tên Thi (Hoàng Thi Thơ)                                           | Hương Thủy | Paris By Night 115             | 2015 |
| 41  | LK Lam Phương                                                                                | Hoàng Nhung, Ngọc Ngữ | VSTAR Season 3 - Đêm Trao Giải | 2016 |
| 42  | LK Trăm Nhớ Ngàn Thương, Tình Bơ Vơ (Lam Phương)                                             | Mai Thiên Vân | Paris By Night 119             | 2016 |
| 43  | LK Sầu Tím Thiệp Hồng (Hoài Linh), Con Đường Xưa Em Đi (Châu Kỳ, Hồ Đình Phương)             | Đặng Hà Duy, Thu Trang | VSTAR Season 4 - Đêm Trao Giải | 2016 |
| 44  | Cho Tôi Được Một Lần (Bảo Thu)                                                               | Chí Tài, Quang Ngọc, Nguyễn Hoàng Nam | VSTAR Season 4 - Đêm Trao Giải | 2016 |
| 45  | Một Thời Để Nhớ (Trầm Tử Thiêng)                                                             | solo | Paris By Night 120             | 2016 |
| 46  | Cách Xa (Song Ngọc, thơ: Nguyễn Bính)                                                        | Hương Lan | Paris By Night 134             | 2023 |
| 47  | Hơn Một Lời Cảm Ơn (Ngô Minh Tài)                                                            | Ngọc Anh, Ý Lan, Tuấn Ngọc, Khánh Hà, Bằng Kiều, Minh Tuyết, Trần Thái Hòa, Lam Anh, Đình Bảo, Kỳ Phương Uyên, Nguyễn Hồng Nhung, Ngọc Hạ, Tuấn Phước, Thiên Tôn, Hương Lan, Hoàng Oanh, Thanh Tuyền, Phương Hồng Quế, Thanh Hà, Quang Dũng, Trường Vũ, Như Quỳnh, Quang Lê, Họa Mi, Nguyễn Hưng, Hương Thủy, Băng Tâm, Hoàng Nhung, Hà Thanh Xuân, Trịnh Lam, Phương Yến Linh, Ngọc Ngữ, Châu Ngọc Hà, Tâm Đoan, Mạnh Quỳnh, Phương Loan, Đan Nguyên, Lương Tùng Quang, Như Loan, Hoàng Mỹ An, Như Ý, Lâm Thúy Vân, Myra Trần, Don Hồ  | Paris By Night 134             | 2023 |

### Trung tâm Mây - Dạ Lan
| STT | Tiết mục                                     | Thể hiện với | Chương trình       | Năm  |
| --- | -------------------------------------------- | ------------ | ------------------ | ---- |
| 1   | Ai Về Sông Tương (Thông Đạt)                 | solo         | Hollywood Night 1  | 1992 |
| 2   | Nếu Ta Đừng Quen Nhau (Huỳnh Anh)            | solo         | Hollywood Night 2  | 1992 |
| 3   | Về Đây Nghe Em (Trần Quang Lộc)              | solo         | Hollywood Night 9  | 1994 |
| 4   | Cỏ Úa (Lam Phương)                           | solo         | Hollywood Night 10 | 1994 |
| 5   | Lá Diêu Bông (Trần Tiến)                     | Mỹ Huyền     | Hollywood Night 11 | 1994 |
| 6   | Bài Thánh Ca Buồn (Nguyễn Vũ)                | solo         | Hollywood Night 11 | 1994 |
| 7   | Một Lần Nào Cho Tôi Gặp Lại Em (Vũ Thành An) | solo         | Hollywood Night 12 | 1995 |
| 8   | Con Đường Xưa Em Đi (Châu Kỳ)                | Mỹ Huyền     | Hollywood Night 13 | 1996 |
| 9   | Xé Thư Tình (Trương Hoàng Xuân)              | solo         | Hollywood Night 13 | 1996 |
| 10  | Biển Động (Hoàng Cầm, Nguyên Chi)            | solo         | Hollywood Night 14 | 1996 |
| 11  | Sông Quê (Đinh Trầm Ca)                      | Phi Nhung    | Hollywood Night 15 | 1997 |
| 12  | Những Ngày Xưa Thân Ái (Phạm Thế Mỹ)         | Phi Nhung    | Hollywood Night 17 | 1998 |
| 13  | Trường Xưa Lối Về                            | solo         | Hollywood Night 17 | 1998 |
| 14  | Như Một Loài Hoa                             | solo         | Hollywood Night 18 | 1999 |
| 15  | Mẹ Tôi (Nhị Hà)                              | solo         | Dạ Lan 1           | 2003 |
| 16  | Nỗi Đau Muộn Màng (Ngô Thụy Miên)            | solo         | Dạ Lan 2           | 2004 |

### Trung tâm Asia
| STT | Tiết mục                               | Thể hiện với | Chương trình | Năm  |
| --- | -------------------------------------- | ------------ | ------------ | ---- |
| 1   | Dù Nắng Có Mong Manh (Anh Bằng)        | solo         | ASIA 4       | 1994 |
| 2   | Linh Hồn Tượng Đá (Mai Bích Dung)      | solo         | ASIA 15      | 1997 |
| 3   | Xóm Đêm (Phạm Đình Chương)             | solo         | ASIA 18      | 1998 |
| 4   | Chia Ly (Chuyện Buồn Tình Yêu) (Đỗ Lễ) | solo         | ASIA 24      | 1999 |

### Trung tâm Tình
| STT | Ca khúc                  | Thể hiện với | Chương trình                     | Năm  |
| --- | ------------------------ | ------------ | -------------------------------- | ---- |
| 1   | Thuyền Hoa (Phạm Thế Mỹ) | Sơn Tuyền    | Quê Hương Tình Yêu Và Tuổi Trẻ 3 | 1998 |

## Giám khảo
Thái Châu những năm trở lại đây tham gia khá nhiều các chương trình giải trí trong nước với vai trò giám khảo như Tình Bolero, Người Kể Chuyện Tình, Sao Nối Ngôi,.. (phần lớn các chương trình gameshow của Truyền hình Vĩnh Long - THVL). Ngoài ra, ông cũng là giám khảo thường trực của VSTAR - chương trình tìm kiếm tài năng của Trung tâm Thúy Nga

## Gia đình
- Phó giám đốc cải lương Kim Chung (cha)
- Nghệ sĩ cải lương Kim Nên (mẹ)
- Ca sĩ Hà My (cháu gái)
- Ca sĩ Hoàng Lan (cháu gái)